# Lucas Armando Lobos
Lucas Armando Lobos (La Plata, 3 d'agost de 1981) és un exfutbolista argentí que ocupava la posició de migcampista.
Comença a destacar al Gimnasia, on juga 105 partits i marca 11 gols. A mitja campanya arriba al Cadis CF, amb qui finalitza la temporada 05/06. Els gaditans baixen a Segona Divisió, categoria en la qual el migcampista hi juga any i mig més. El 2008 marxa al Tigres UANL mexicà. Després de passar per Toluca, va penjar les botes al club on va debutar, Gimnasia y Esgrima. Tot i ser convocat amb la selecció mexicana, no hi va arribar a debutar.